# Шашкевич, Сергей Викторович
Сергей Викторович Шашкевич (укр. Сергій Вікторович Шашкевич; 10 августа 1973, Днепропетровск — 11 мая 2013, Никополь, Днепропетровская область) — советский, украинский и российский футболист, защитник.

## Карьера
Воспитанник ДВУФК г. Днепропетровска. В 1989 году вызывался в состав юношеской сборной СССР.
Во взрослом футболе дебютировал в 1992 году за российскую команду «Нефтяник» (Урай). Затем игрок уехал на Украину, где в течение долгого времени выступал в Первой лиге за «Металлург» (Никополь). В 1998—1999 гг. Шашкевич играл в высшей украинской лиге за кировоградскую «Звезду». Всего за эту команду в первенствах страны он провел 13 матчей.
В 2000 году футболист вернулся в Россию, где выступал за ряд команд Второго дивизиона: «Оазис» (Ярцево), ФК «Рыбинск», «Нефтяник» (Ярославль). Завершал свою карьеру Шашкевич в любительских коллективах.
11 мая 2013 года бывший спортсмен трагически погиб.

## Память
С 2014 года в Никополе проходят матчи памяти имени Сергея Шашкевича.